# جورجيا في العصر الروماني

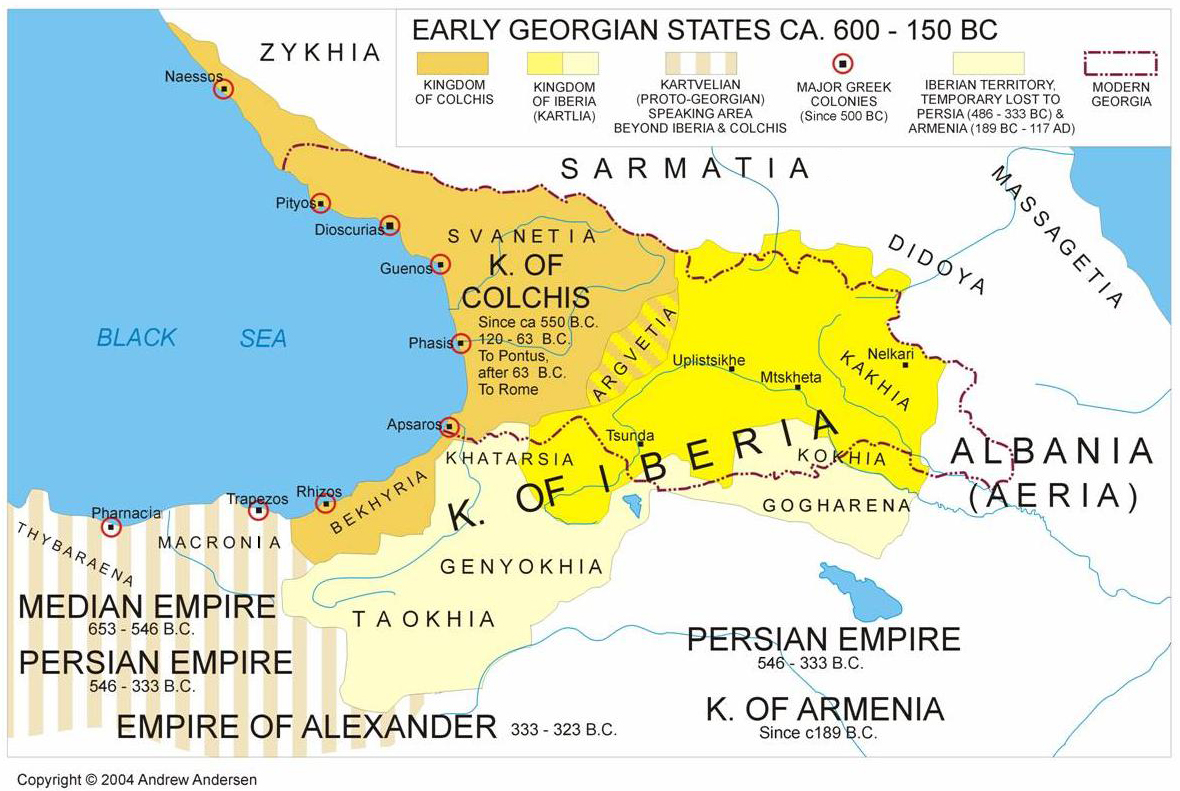

خضعت منطقة جورجيا للحكم الروماني بدايةً من القرن الأول قبل الميلاد وحتى القرن السابع الميلادي. تباينت سيطرة الرومان على جورجيا بمرور الزمن، وانقطعت سيطرتهم على مملكتي كولخيس وإيبيريا القوقازية في فترات متباعدة من التاريخ. وتناظر هاتان المملكتان بعض المناطق في جورجيا الغربية والشرقية على الترتيب في الوقت المعاصر.

## تاريخ
وصلت فتوحات الرومان لمنطقة القوقاز بنهاية القرن الثاني قبل الميلاد في الوقت الذي بدأت فيه الجمهورية الرومانية في التوسع شرقًا في أناطوليا والبحر الأسود.
قامت مملكة كولخيس في المنطقة التي تُعرف حاليًا بجورجيا الغربية، وكانت في ذلك الوقت تحت سيطرة مملكة البنطس (أحد أعداء روما)، وفي أقصى الشرق قامت مملكة إيبيريا. دمر الرومان مملكة البنطس تمامًا وسقطت جميع الأراضي من قبضتهم عقب حملات بومبيوس ولوكولوس في عام 65 قبل الميلاد. ضُمت أراضي مملكة البنطس السابقة بما فيها كولخيس إلى الإمبراطورية الرومانية باعتبارها مقاطعة رومانية. أما إيبيريا فقد غزاها الروم وأصبحت ولاية تابعة للإمبراطورية.
من تلك اللحظة فصاعدًا أضحت كولخيس تُعرف بمقاطعة لازيكا الرومانية حتى ضمها الإمبراطور نيرو إلى مقاطعة البنطس في عام 63 بعد الميلاد، وضمها دوميتيان بعدها تباعًا إلى كبادوكيا في عام 81. وفي ذات الوقت، ظلت إيبيريا دولة تابعة لروما لأنها كانت تحظى بقدر كبير من الاستقلالية، ونظرًا لكثرة غارات القبائل الشرسة على الأراضي المنخفضة، أعلنت إيبيريا ولاءها لروما في مقابل حماية الدولة الرومانية.
شهدت القرون الستة التالية صراعًا مستمرًا بين الروم والفرس الذين خاضوا حروبًا طويلة ضد روما عُرفت بالحروب الرومانية الفارسية.
رغم أن الروم احتلوا معظم القلاع الكبيرة على طول سواحل البحر الأسود، إلا أن سيطرتهم على تلك المنطقة كانت ضعيفة. وفي عام 69 نظّم شعب البنطس وكولخيس ثورة كبيرة ضد الرومان، ولكنها باءت بالفشل.
بدأت المسيحية في الانتشار في بداية القرن الأول الميلادي. ربطت الروايات القديمة تلك الأحداث بالقديس أندراوس، والقديس سمعان القانوني؛ ولكن المعتقدات الدينية الهلنستية والأديان الوثنية المحلية والميثرائية ظلت شائعة في جميع أرجاء الإمبراطورية حتى القرن الرابع.
حكم الروم مملكة كولخيس الذي كان يقطنها شعب اللاز باعتبارها مقاطعة رومانية كاملة، بينما وافقت إيبيريا القوقازية على الحماية الرومانية الإمبراطورية بصدر رحب. عثر علماء الآثار على نقوشات حجرية في مدينة متسخيتا تروي أحداث فترة حكم الملك ميهردات الأول الإيبيري (58–106) واصفة إياه بأنه «أحد أصدقاء آل القيصر الروماني»، وملك «الإيبيريين المحبين للرومان». حصّن الإمبراطور فسبازيان موقع متسخيتا الأثري من أجل الملوك الإيبيريين في عام 75.
وطدت إيبيريا مركزها في المنطقة في القرن الثاني الميلادي، لا سيما في عهد الملك بارسمان الثاني الشجاع الذي نجح في تحقيق الاستقلال الكامل لإيبيريا من روما واستعادة بعض أجزاء المملكة أرمينيا المتدهورة. أضحت إيبيريا وروما حليفين في ظل حكم الملك بارسمان الثاني. حتى أن الإمبراطور ماركوس أوريليوس دعاه إلى روما، وأمر بإنشاء تمثال فروسية تشريفًا له في ساحة مارس في روما.
هيمنت قبيلة لازية تُعرف بإغريسي على معظم أجزاء مملكة كولخيس في القرن الثالث الميلادي، وأسسوا مملكة خاصة بهم تُعرف بلازيكا. شهدت كولخيس نزاعًا مطولًا بين الإمبراطورية الرومانية الشرقية/البيزنطية والإمبراطورية الساسانية، واحتدم النزاع بينهما حتى وصل إلى ذروته في حرب لازيك من عام 542 إلى 562.
اضطرت روما للتنازل عن سيادتها على ألبانيا القوقازية وأرمينيا للدولة الفارسية الساسانية في بداية القرن الثالث الميلادي، ولكن المنطقة التي تُعرف في الوقت الحاضر بجورجيا ظلت تحت الحكم الروماني في عهد الأباطرة أوريليان وديوكلتيانوس قرابة عام 300.